# آن غودارد
آن غودارد (بالإنجليزية: Ann Felicity Goddard)‏ هي قاضية ومحامية في القضاء العالي بريطانية، ولدت في 22 يناير 1936 في لامبيث في المملكة المتحدة، وتوفي بنفس المكان في 23 مارس 2011.